# Iglesia de San Jaime (Perpiñán)
La Iglesia de San Jaime de Perpiñán (en francés: Église Saint-Jacques de Perpignan) es un edificio religioso que pertenece a la iglesia católica ubicado en la ciudad de Perpiñán al sur de Francia.
La iglesia está situada en el departamento francés de Pirineos Orientales, en el término municipal de Perpignan. Esta es probablemente la iglesia más conocida de la ciudad después de la Catedral de San Juan el Bautista (cathédrale St Jean-Baptiste. Se encuentra ubicado en el distrito del mismo nombre , rue de la Miranda , en la parte superior de una de las dos colinas de Perpiñán. 
Esta iglesia data de 1245, su construcción fue ordenada por Jaime I de Mallorca. En ese momento no se incluyeron fortificaciones estass aparecerán el siglo xiv, cuando se produjo la ampliación de las murallas.